# Jørgen Predbjørnsen Podebusk
Jørgen Predbjørnsen Podebusk til Krapperup og Bidstrup (død 1534) var en dansk godsejer.
Han var søn af Predbjørn Clausen Podebusk til Bidstrup og Anne Mouridsdatter Gyldenstjerne. 
Han blev i 1523 lensmand for Svenstrup Len under Roskilde Bispestol.
Han blev gift med Ermegård Andersdatter Bille, datter af Anders Bentsen Bille. Sammen fik de sønnen Erik Jørgensen Podebusk, senere rigsråd.